# 魏承耀
魏承耀（?—?）甘肃甘谷人，清朝及中华民国政治人物。

## 生平
魏承耀是清朝举人。他参加了1910年新疆法官考试，获中等。
1912年，他出任北京临时参议院议员。